# Joaquim Bonet i Amigó
Joaquim Bonet i Amigó   (Barcelona, 7 de juliol de 1852 - Barcelona, 14 de setembre de 1913), baró de Bonet, va ser un obstetra català.

## Biografia
Va néixer al carrer de l'Arc de Sant Vicenç de Barcelona el 7 de juliol de 1852, fill del catedràtic de l'Escola Professional de Nàutica Joaquim Bonet i Viñals, de Sant Gervasi de Cassoles, i de la seva esposa, Dolors Amigó i Martí, d'Igualada.
Llicenciat en medicina l'any 1874, es doctorà el mateix any amb la tesi Importancia y aplicaciones de la termometría clínica, i el 1879 va obtenir la càtedra d'Obstetrícia a la Universitat de Barcelona. L'any 1896, llegí el discurs inaugural a la Reial Acadèmia de Medicina.
Va ser degà de la Facultat de Medicina de Barcelona entre els anys 1902 i 1905, i rector en el període 1905-1913, des d'on impulsà la construcció del nou edifici del carrer de Casanova. També fou el primer president del Col·legi de Metges de Barcelona, càrrec que exercí entre 1905 i 1910. Membre del partit liberal, fou quatre vegades senador per la Universitat.
Obstetra de gran prestigi local, assistí nombrosos parts de dones de classe social alta. Fou partidari de la col·legiació mèdica obligatòria i defensà sempre una posició conservadora dins l'estructuració de la medicina. El 1901 li fou concedit el títol de baró de Bonet.

## Publicacions
- Reial Acadèmia de Medicina de Barcelona. A Cervantes. Barcelona : Real Academia de Medicina y Cirugía de Barcelona, 1905.
- La práctica ginecológica de antaño y la de hogaño / discurso leído en la sesión inaugural de la Real Academia de Medicina y Cirugía de Barcelona por el Dr. D. Joaquín Bonet y Amigó. Barcelona : Tipografía La Académica, de Serra Hnos y Russell, 1896.
- Programa de clínica de obstetricia : enfermedades especiales de la mujer y de los niños. Barcelona : Tipografía de La Academia de E. Ullastres, 1884.